# Ciénega Springs
Ciénega Springs es un lugar designado por el censo ubicado en el condado de La Paz en el estado estadounidense de Arizona. En el censo de 2010 tenía una población de 1798 habitantes y una densidad poblacional de 180,46 personas por km².

## Geografía
Ciénega Springs se encuentra ubicado en las coordenadas 34°11′26″N 114°12′54″O / 34.19056, -114.21500. Según la Oficina del Censo de los Estados Unidos, Ciénega Springs tiene una superficie total de 9.96 km², de la cual 9.17 km² corresponden a tierra firme y (7.93%) 0.79 km² es agua.

## Demografía
Según el censo de 2010, había 1.798 personas residiendo en Ciénega Springs. La densidad de población era de 180,46 hab./km². De los 1.798 habitantes, Ciénega Springs estaba compuesto por el 87.99% blancos, el 0.61% eran afroamericanos, el 3.17% eran amerindios, el 0.89% eran asiáticos, el 0% eran isleños del Pacífico, el 4% eran de otras razas y el 3.34% pertenecían a dos o más razas. Del total de la población el 11.57% eran hispanos o latinos de cualquier raza.